# División de Honor de Bolo Palma 2021
La División de Honor de Bolo Palma Rucecan 2021 es la 13.ª edición de la División de Honor de Bolo Palma, máxima categoría a nivel nacional, organizada por la Federación Cántabra de bolos.

## Equipos participantes
Los equipos participantes son:
| Equipo                            | Ciudad                 |
| --------------------------------- | ---------------------- |
| Andros La Serna Valle de Iguña    | Valle de Iguña         |
| Camargo El Pendo                  | Camargo                |
| Casa Sampedro                     | Torrelavega            |
| Comillas                          | Comillas               |
| Hnos. Borbolla Villa de Noja      | Noja                   |
| José Cuesta                       | Reocín                 |
| La Ermita Cantabria Casar Periedo | Casar de Periedo       |
| La Rasilla ASV Cantábrico         | Los Corrales de Buelna |
| Mali Jardinería La Encina         | Piélagos               |
| P. B. Los Remedios                | El Astillero           |
| Peñacastillo Anievas Mayba        | Santander              |
| Ribamontán Mar Const. Cárcoba     | Ribamontán al Mar      |
| Riotuerto Sobaos Los Pasiegos     | Riotuerto              |
| San Jorge Ganados T. Cántabra     | Santillana del Mar     |
| Sobarzo                           | Penagos                |
| Torrelavega Siec                  | Torrelavega            |

## Clasificación
|                                                                | Peña                              | Puntos | J  | G  | E  | P  | CF  | CC  | DC  |
| -------------------------------------------------------------- | --------------------------------- | ------ | -- | -- | -- | -- | --- | --- | --- |
| 1                                                              | Peñacastillo Anievas Mayba        | 47     | 30 | 20 | 7  | 3  | 107 | 54  | 53  |
| 2                                                              | Andros La Serna Valle de Iguña    | 45     | 30 | 17 | 11 | 2  | 103 | 60  | 43  |
| 3                                                              | Casa Sampedro                     | 42     | 30 | 16 | 10 | 4  | 101 | 68  | 33  |
| 4                                                              | Riotuerto Sobaos Los Pasiegos     | 35     | 30 | 12 | 11 | 7  | 91  | 74  | 17  |
| 5                                                              | P. B. Los Remedios                | 33     | 30 | 13 | 7  | 10 | 84  | 76  | 8   |
| 6                                                              | Hnos. Borbolla Villa de Noja      | 32     | 30 | 12 | 8  | 10 | 87  | 75  | 12  |
| 7                                                              | Ribamontán Mar Const. Cárcoba     | 31     | 30 | 9  | 13 | 8  | 85  | 83  | 2   |
| 8                                                              | Camargo El Pendo                  | 30     | 30 | 11 | 8  | 11 | 76  | 79  | -3  |
| 9                                                              | La Ermita Cantabria Casar Periedo | 28     | 30 | 9  | 10 | 11 | 80  | 86  | -6  |
| 10                                                             | Mali Jardinería La Encina         | 28     | 30 | 11 | 6  | 13 | 74  | 84  | -10 |
| 11                                                             | José Cuesta                       | 26     | 30 | 8  | 10 | 12 | 78  | 92  | -14 |
| 12                                                             | Torrelavega Siec                  | 26     | 30 | 10 | 6  | 14 | 72  | 87  | -15 |
| 13                                                             | Comillas                          | 22     | 30 | 7  | 8  | 15 | 68  | 94  | -26 |
| 14                                                             | La Rasilla ASV Cantábrico         | 21     | 30 | 7  | 7  | 16 | 71  | 90  | -19 |
| 15                                                             | San Jorge Ganados Tierra Cántabra | 18     | 30 | 5  | 8  | 17 | 62  | 99  | -37 |
| 16                                                             | Sobarzo                           | 16     | 30 | 4  | 8  | 18 | 62  | 100 | -38 |
| Fuente: Federación Cántabra de bolos; actualización automática |                                   |        |    |    |    |    |     |     |     |

J: Jugados G: Ganados E: Empatados P: Perdidos CF: Chicos a favor CC: Chicos en contra DC: Diferencia de chicos